# Shajar al-Durr
Shajar al-Durr (tiếng Ả Rập: شجر الدر, "Cây ngọc trai")  (tên Hoàng gia: al-Malika 'Asmat ad-Din Umm-Khalil Shajar ad-Durr (tiếng Ả Rập: الملكة عصمة الدين أم خليل شجر الدر) (biệt danh: Um Khalil, Umm Khalil; mẹ của Khalil) (- 28 tháng 4 năm 1257, Cairo) là người phụ nữ Hồi giáo thứ hai (sau Razia Sultana của Delhi) để trở thành một vị vua trong lịch sử Hồi giáo. Bà là vợ của As-Salih Ayyub,  Sultan của triều đại Ayyubid và sau Izz al-Din Aybak,  Sultan của triều Bahri.
Trong các vấn đề chính trị, Shajar al-Durr đóng một vai trò quan trọng sau cái chết của chồng đầu tiên của cô trong suốt thập tự chinh thứ bảy chống lại Ai Cập (1249-1250). Cô đã trở thành Sultana của Ai Cập vào ngày 2 tháng 5 năm 1250, đánh dấu sự kết thúc của triều đại Ayyubid và sự khởi đầu của thời đại Mamluk. Có nhiều giả thuyết về nguồn gốc dân tộc của Shajar al-Durr. Nhiều sử gia Hồi giáo tin rằng bà xuất xứ Turkic và một số tin rằng cô ấy có nguồn gốc Armenia.

## Bối cảnh
Shajar al-Durr có nguồn gốc từ Turk và được các nhà sử học mô tả là một người phụ nữ xinh đẹp, ngoan đạo và thông minh. và được các sử gia mô tả như là một người phụ nữ xinh đẹp, mộ đạo và thông minh [16]. Cô đã được mua như một nô lệ của As-Salih Ayyub ở Levant trước khi trở thành một Sultan và đi cùng anh ta và Mamluk Baibars (không phải là Baibars người đã trở thành một Sultan) cho Al Karak trong thời gian bị giam giữ ở đó năm 1239. Sau đó khi As-Salih Ayyub trở thành Sultan vào năm 1240, cô đi cùng anh đến Ai Cập và sinh ra con trai của họ là Khalil, người được gọi là al-Malik al-Mansour. Some time after the birth, As-Salih Ayyub married her.
Một thời gian sau khi sinh, As-Salih Ayyub kết hôn với cô.
Tháng 4 năm 1249, As-Salih Ayyub, người đã bị bệnh nặng ở Syria, trở về Ai Cập và đến Ashmum-Tanah, gần Damietta sau khi nghe tin vua Louis IX của Pháp đã tập hợp một đội quân thập tự chinh ở Síp Và sắp sửa tấn công Ai Cập. [26] Tháng 6 năm 1249, những người thuộc dòng Xô-viết đã hạ cánh xuống thị trấn Damietta bị bỏ rơi, [27] [28] tại cửa sông Nile. As-Salih Ayyub được mang trên cáng đến cung điện của ông tại thị trấn Al Mansurah được bảo vệ tốt hơn, nơi ông qua đời vào ngày 22 tháng 11 năm 1249 sau khi cai trị Ai Cập trong gần 10 năm. [29] Shajar al-Durr thông báo cho Emir Fakhr ad-Din Yussuf Ben Shaykh (chỉ huy của quân đội Ai Cập) và Tawashi Jamal ad-Din Muhsin (thái giám giám đốc cung điện) về cái chết của Sultan nhưng khi đất nước này bị tấn công bởi Các thánh giá họ đã quyết định để che giấu cái chết của mình. Thân xác của Sultan được vận chuyển bí mật bằng thuyền đến lâu đài trên hòn đảo al-Rudah ở sông Nile. Mặc dù người Sultan đã qua đời đã không để lại bất kỳ lời khai nào về việc ai sẽ thành công sau khi ông qua đời, Faris ad-Din Aktai đã được gửi đến Hasankeyf để gọi al-Muazzam Turanshah, con của người Sultan đã mất. Trước khi chết, Sultan đã ký một số giấy tờ trống ref>According to Al-Maqrizi, Sultan as-Salih Ayyub made 10.000 Alama (Sultan's sign) before his death. (Al-Maqrizi, p. 441/vol.1)</ref> mà Shajar al-Durr và Emir Fakhr ad-Din đã sử dụng để ban hành các nghị định và đưa ra các lệnh của Sultanic  Các quan chức cao cấp, Mamluks của Sultan và những người lính được lệnh - theo ý của Sultan "ốm yếu" - tuyên thệ trung thành với Sultan, người kế vị Turanshah